# Helô Pinheiro
Helô Pinheiro (właśc. Heloísa Eneida Menezes Paes Pinto, ur. 7 lipca 1945 roku w Rio de Janeiro) – brazylijska modelka i przedsiębiorczyni. Pinheiro jest znana jako dziewczyna, która została uwieczniona w standardzie bossa novy, The Girl from Ipanema (oryginalna wersja portugalska: Garota de Ipanema).

## Życiorys
Heloísa Eneida Menezes Paes Pinto była córką generała armii brazylijskiej. Rodzice rozeszli się, gdy miała 4 lata. Dorastała na Rua Montenegro w Rio de Janeiro, później przemianowanej na Rua Vinicius de Moraes.
Helô Pinheiro regularnie pojawiała się na plaży w dzielnicy Ipanema, gdzie w barze Veloso regularnie przesiadywał Antônio Carlos Jobim i który zwrócił na nią uwagę w roku 1962. Krótka wymiana zdań przy stoliku z Viniciusem de Moraesem doprowadziła do powstania piosenki Garota de Ipanema, po raz pierwszy wykonanej w 1962, a w wersji angielskiej jako The Girl from Ipanema wydanej w 1964 roku. Nieśmiały Jobim zwierzył się młodej dziewczynie w 1964 roku, a rok później de Moraes ogłosił publicznie na konferencji prasowej w obecności Heloísy, że to ona była źródłem inspiracji. Żonaty Jobim, ojciec dwójki dzieci dwukrotnie oświadczał się Heloísie Paes Pinto, jednak był odrzucany. Mimo nagłej popularności, ze względu na sprzeciw ojca i narzeczonego, Fernando Pinheiro pochodzącego ze znanej miejscowej rodziny, Heloísa Paes Pinto odrzucała oferty związane z pracą jako modelka i aktorka. Ślub z Fernando Pinheiro doszedł do skutku w roku 1966, a w roli świadka wystąpił Antônio Carlos Jobim. Do 1978 urodziła czwórkę dzieci: Kiki, Georgiani, Ticiane i Fernando Jr. Przez ten czas zajmowała się domem i wychowaniem, jednak ze względu na upadek przedsiębiorstwa rodziny męża w 1978 podjęła się pracy zarobkowej jako modelka, felietonistka i gospodarz programu radiowego. Później otworzyła własną agencję modelek, organizowała konkursy piękności oraz otworzyła własne butiki ze strojami plażowymi pod szyldem Garota de Ipanema, oferujące również produkty związane z piosenką. 
W 1996 opublikowała autobiografię Por Causa do Amor.
Helô Pinheiro dwukrotnie była prezentowana w miesięczniku Playboy: w 1987 i ponownie w 2003, wraz z córką, Ticiane Pinheiro.
W 2016 była jedną z osób, które niosły ogień olimpijski na Letnie Igrzyska Olimpijskie w Brazylii w 2016.